# Daniela Costa
Daniela Costa   (Barcelona, 1981 - Sitges, 14 de desembre de 2023) va ser una actriu catalana.
Després de fer-se conèixer amb la sèrie Al salir de clase a l'edat de 20 anys, on donava vida al paper d'Alex, va decidir que allò era el que volia fer amb la seva vida i va començar a estudiar dansa i interpretació. La carrera de Daniela com a actriu s'estén des del teatre al cinema, passant per interpretacions en diverses sèries de televisió.

## Trajectòria

### Teatre
- Sant Jordi
- Terra baixa
- Mareig
- El cap del drac
- Homes

### Cinema
- Diari d'una becària
- Peli
- Mirall màgic
- Em dic Sara (1998)
- No es pot tenir tot
- Subjudice
- L'última jugada
- Haz de tu vida una obra de arte (2014)
- Faraday (2013)

### Telefilms
- Sota el signe de...
- Viure sense por
- Mentiders (2012), de Sílvia Munt[4]

### Sèries de televisió
- Lalola
- 16 dobles
- El comisario
- Al salir de clase, com Alex (2001-2002)
- Mis adorables vecinos, com Aitana (2003-2006)
- MIR (Médico Interno Residente), com la doctora Carmen Jurado (2007-2008)